# Холокауст канибала
Холокауст канибала (енгл. Cannibal Holocaust) италијански је сплатер хорор филм из 1980. године, редитеља Руђера Деодата, са Робертом Керманом, Карлом Габријелом Јорком, Франческом Чарди, Луком Барбареским и Перијем Пирканеном у главним улогама. Радња прати професора антропологије са Универзитета у Њујорку, који предводи спасилачку мисију у потрази за несталом филмском екипом по шумама Амазоније.
Сматра се једним од најкотроверзнијих и најужаснијих филмова свих времена. Због тога је претрпео цензуру у земљама широм света. Након премијере у Италији, Деодато је био ухапшен због оптужби за опсценост и као сведоке је морао да доведе чланове глумачке поставе, како би доказао да убиства почињена на филму нису стварна. Иако убиства људи нису била стварна, животиње заиста јесу биле убијене. Међу њима су џиновска јужноамеричка речна корњача, коати, два мајмуна, тарантула, удав и свиња.
Упркос цензури и очајним рецензијама појединих критичара, филм је у каснијим годинама стекао култни статус. Холокауст канибала је посебно значајан и по томе што је први хорор филм, који је сниман техником пронађеног снимка, из чега је настао читав поджанр хорора који је постао популаран тек од краја 1990-их и огромног комерцијалног успеха Пројекта вештице из Блера (1999).

## Радња
Америчка филмска екипа, коју чине редитељ Алан Јејтс, сценаристкиња Феј Данијелс и два камермана, Џек Андерс и Марк Томасо, нестаје у шумама Амазоније, где одлазе с намером да сниме документарац о домородачким канибалистичким племенима. Харолд Монро, антрополог са Универзитета у Њујорку, пристаје да предводи спасилачку мисију, у нади да ће пронаћи неког живог. Међутим, Монро проналази само њихову камеру, помоћу које сазнаје шта им се десило.
Након гледања ужасног снимка намеће се једно питање — „ко су заправо дивљаци на том снимку, канибали или сниматељи?”

## Улоге
| Глумац                | Улога                 |
| --------------------- | --------------------- |
| Роберт Керман         | професор Харолд Монро |
| Карл Габријел Јорк    | Алан Јејтс            |
| Лука Ђорђо Барбарески | Марк Томасо           |
| Франческа Чарди       | Феј Данијелс          |
| Пери Пирканен         | Џек Андерс            |
| Салваторе Басиле      | Чако                  |
| Дејвид Саџ            | господин Јејтс        |
| Руђеро Деодато        | човек на универзитету |